# Koan (imperador)
Imperador Koan (孝安天皇, Koan-tennō) foi o 6º Imperador do Japão, na lista tradicional de sucessão.
Antes de sua ascensão ao trono, seu nome era Oho Yamato Tarasihiko Kuniosi Hito no Mikoto.
No Kojiki e Nihonshoki apenas seu nome e genealogia foram registrados. Indicando ser filho do Imperador Kosho com Yosotarashi-no-hime, que era filha de Okitsuyoso, e ancestral do Ramo Owari dos Tokugawa.
Os registros do Monge Jien indicam que Koan foi o segundo filho do Imperador Kosho, e que governou no palácio de Akitsushima-no-Miya em Muro na Província de Yamato.
Este nome foi lhe dado postumamente e é característico do budismo chinês, o que sugere que o nome deve ter sido oficializado séculos após a morte de Koan possivelmente no momento em que as lendas sobre as origens da Dinastia Yamato foram compilados como as crônicas conhecidas hoje como o Kojiki.
O lugar de seu túmulo imperial (misasagi) é desconhecido. O Imperador Koan é tradicionalmente venerado num memorial no santuário xintoísta de Nara. A Agência da Casa Imperial designa este local como seu mausoléu que é chamado Tamate no oka no Misasagi.
 Koan reinou de 392 a.C. a 291 a.C.. 